# Miguel Díaz-Canel

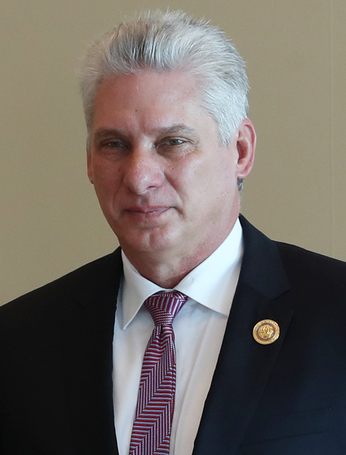
Miguel Díaz-Canel (2019)

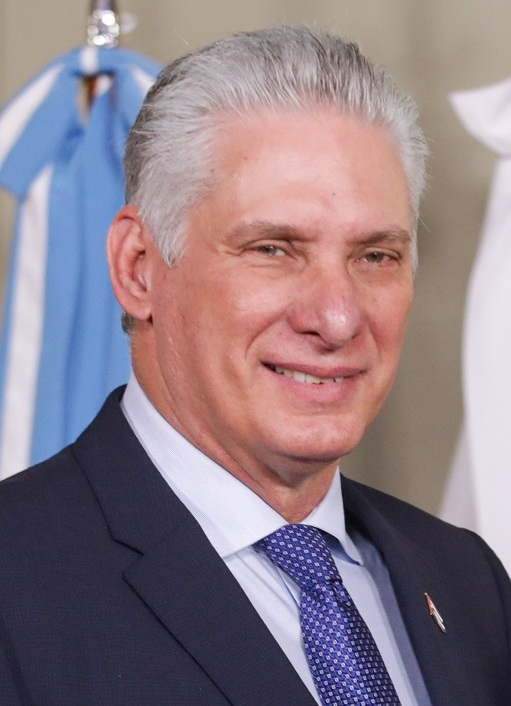
Miguel Díaz-Canel (2023)

Miguel Mario Díaz-Canel Bermúdez (miˈɣel ˈdi.as kaˈnel, * 20. April 1960 in Falcón, Placetas) ist ein kubanischer Politiker und seit dem 19. April 2018 Präsident des Staats- und des Ministerrats der Republik Kuba. Seit dem 10. Oktober 2019 ist er nach der neuen Verfassung Staatspräsident der Republik Kuba und seit dem 19. April 2021 außerdem Erster Sekretär der Kommunistischen Partei Kubas (PCC), beides als Nachfolger von Raúl Castro.

## Leben

### Herkunft, Ausbildung und Studium
Díaz-Canel schloss 1982 sein Studium als Elektronikingenieur ab und arbeitete bis 1985 als Funk-Spezialist bei den kubanischen Streitkräften, wo er den Rang eines Oberstleutnants (Teniente Coronel) innehatte. Ab April 1985 unterrichtete er an der Universidad Central „Marta Abreu“ de Las Villas (UCLV) in Santa Clara. Neben seiner Lehrtätigkeit arbeitete er bis 1987 hauptamtlich für die Nachwuchsorganisation der PCC, die Unión de Jóvenes Comunistas (UJC).
In den 1980er Jahren trug er seine damals noch blonden Haare lang, hörte Rockmusik und unterstützte den Erhalt eines Nachtklubs für Künstler, Rocker, Bohemiens und Transvestiten, was in Kuba als verdächtig galt.
Zwischen 1987 und 1989 erfüllte er internationalistische Missionen in Nicaragua, wo er politischer Kommissar der UJC-Sektion der Armee war. Als er zurückkehrte, wurde er Leiter der UJC in der Provinz Villa Clara. Er wurde zum Mitglied des Nationalkomitees der UJC und 1991 zum Mitglied des Zentralkomitees der PCC gewählt. 1993 wurde er zum zweiten Sekretär des Nationalkomitees der UJC ernannt.

### Politische Karriere bis zur Präsidentschaft
1993 wurde er Mitglied des Provinzkomitees der PCC in Villa Clara und 1994 zu dessen Erstem Sekretär gewählt, dem höchsten öffentlichen Amt auf regionaler Ebene. Unter seiner Führung wurde in der Provinz Villa Clara ein für kubanische Verhältnisse besonders tolerantes Kulturleben ermöglicht. Im Unterschied zu anderen Provinzfunktionären trug er damals oft T-Shirts und fuhr zudem lange mit dem Fahrrad zur Arbeit, bis ihm die Partei dies aus Sicherheitsgründen untersagte. 2003 wechselte er von Villa Clara in die Provinz Holguín, wo er ebenfalls den Posten des Ersten Parteisekretärs und damit den Regierungsvorsitz übernahm. Noch im selben Jahr wurde er auf Vorschlag Raúl Castros mit 43 Jahren als bisher jüngster Politiker ins Politbüro des ZK der PCC gewählt, das höchste Gremium der Partei, das aktuell 14 Mitglieder umfasst. Im Mai 2009 wurde er Minister für Hochschulbildung. Am 22. März 2012 gab er diesen Posten auf, um seine neue Position als Vizepräsident des Ministerrats aufnehmen zu können.
In der kubanischen Staatsführung waren seit 1959 maßgeblich dieselben, überwiegend in den 1920er Jahren geborenen ehemaligen Guerillakämpfer vertreten. Während der Präsidentschaft Raúl Castros gelangten weitere Angehörige des Militärs in hohe politische Ämter. Demgegenüber gehörte Díaz-Canel neben Marino Murillo zur jüngeren Generation erfolgreicher Parteikader. Wie die übrigen jüngeren Kader stand er innerhalb der streng hierarchisch organisierten politischen Ordnung für absolute Treue zur Staats- und Parteiführung. Díaz-Canels Aufstieg verlief schrittweise und stetig, wohingegen die politischen Karrieren mehrerer seiner früheren Vorstandskollegen des kommunistischen Jugendverbands nach zwischenzeitlicher Prominenz unrühmlich endeten, darunter die von Roberto Robaina, Otto Rivero, Carlos Valenciaga und Felipe Pérez Roque. Laut Berichten ausländischer Medien gehörte Díaz-Canel 2002 zu den Belastungszeugen gegen den in Ungnade gefallenen Außenminister Robaina und trat neben weiteren ehemaligen Mitarbeitern in einer rund zweistündigen Videodokumentation auf, die von der Parteiführung ausschließlich Parteikadern zum Beleg der Verfehlungen des entlassenen Funktionärs vorgeführt wurde. Im folgenden Jahr erfolgte dann Canels Berufung ins Politbüro.
Auf dem VI. Parteitag der PCC im April 2011 stellte Díaz-Canel dem Plenum den Beschlussentwurf zum zuvor von Staats- und Parteichef Raúl Castro vorgetragenen Hauptbericht vor. Diese prominente Rolle wurde als ein Zeichen seines Aufstiegs in der Parteihierarchie gewertet. Neben seiner exekutiven Position und seinen Parteiämtern vertritt Díaz-Canel den Wahlbezirk Holguín als Abgeordneter im nationalen Parlament, der Asamblea Nacional del Poder Popular.
Im Februar 2013 wurde Díaz-Canel als Nachfolger des 82-jährigen José Ramón Machado Ventura zum Ersten Vizepräsidenten des Staatsrates und damit zu Kubas „Nummer Zwei“ nach Raúl Castro ernannt. Seit seiner Wahl zum Vorsitzenden der PCC (Erster Sekretär) im April 2021 auf dem 8. Parteitag der Kommunistischen Partei Kubas besitzt er die volle Macht im Staat.

### Präsidentschaft

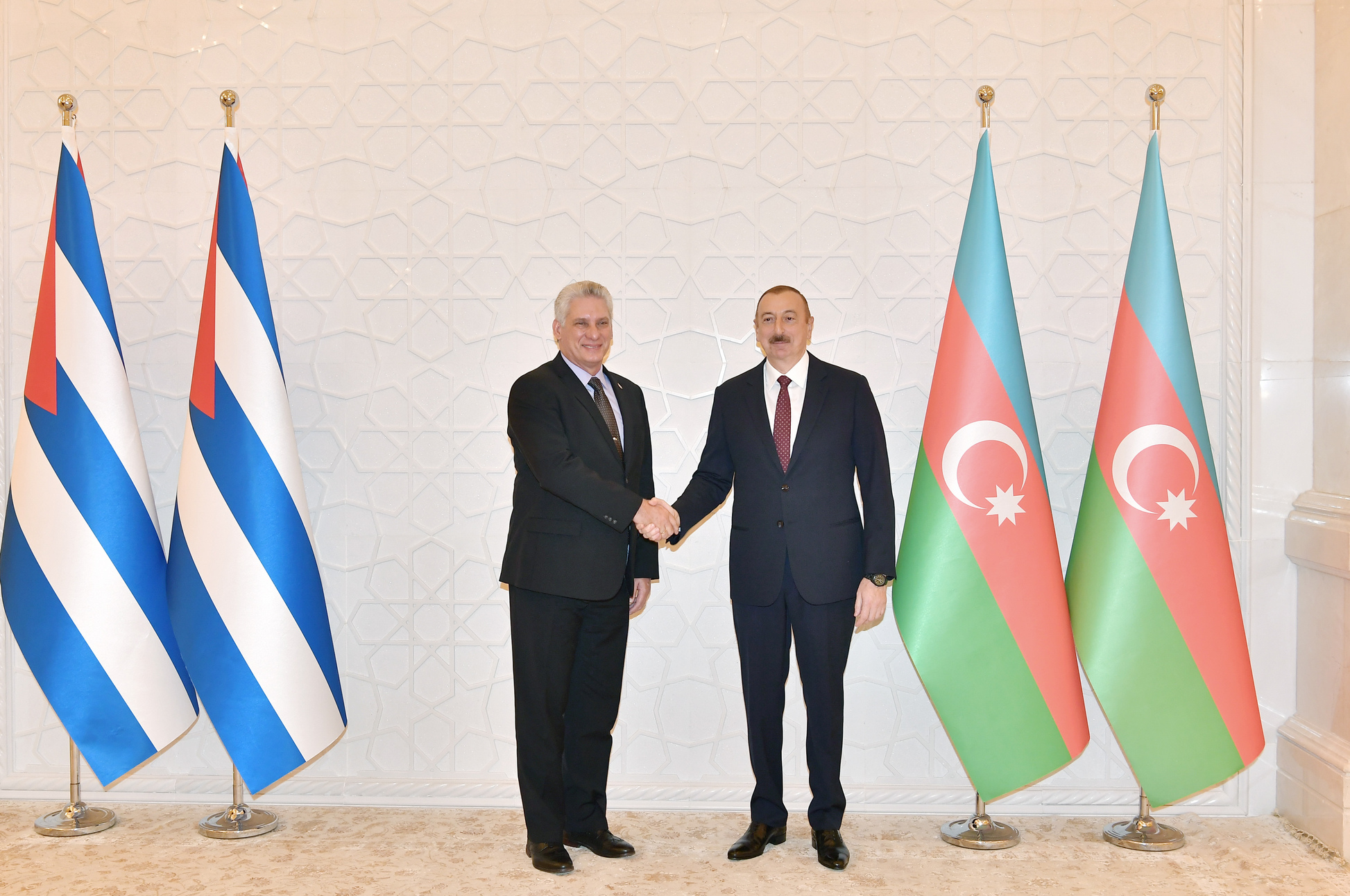
Miguel Díaz-Canel und İlham Əliyev

Díaz-Canel wurde am 19. April 2018 vom Parlament zum Nachfolger Raúl Castros als Präsident des Staats- und Ministerrats gewählt. Er ist damit der erste nach der Revolution geborene Präsident Kubas. Jedoch hat er zumindest vorerst nicht die Machtfülle der Castro-Brüder bekommen: Raúl blieb Erster Sekretär des ZK der PCC, der laut Verfassung die Führungsrolle im Staat zukommt.
Nach seiner Wahl zum Präsidenten des Staats- und Ministerrats erklärte er in seiner ersten Rede vor der Nationalversammlung: „Ich übernehme die Verantwortung, für die ich gewählt wurde, mit der Überzeugung, dass alle Kubaner dem Erbe des Oberbefehlshabers Fidel Castro treu bleiben werden“, und betonte, den sozialistischen Weg verteidigen und perfektionieren zu wollen. Angesichts der schwierigen Wirtschaftslage sowie der unter Raúl angestoßenen, aber nur zum Teil umgesetzten Reformen bleibt jedoch der Druck groß, dass die Regierung Díaz-Canel weitere Veränderungen angehen muss.
Im April 2019 trat in Kuba die neue Verfassung in Kraft, nach der es erstmals seit 1976 wieder einen kubanischen Staatspräsidenten gibt. Am 10. Oktober 2019 wurde Miguel Díaz-Canel daraufhin zum Staatspräsidenten Kubas gewählt.
Mit der Wahl von Díaz-Canel verband die Bevölkerung zunächst die Hoffnung, dass mit der Verjüngung der Führungsspitze ein frischer Wind wehen würde. Diese wurde jedoch schnell enttäuscht. Seit 2019 kommt das Land nicht mehr aus dem Krisenmodus heraus. Beginnend mit der Corona-Pandemie, für die das Land nichts konnte, und der mitten in die Pandemie fallenden verunglückten Währungsreform zum Jahreswechsel 2020/2021, wo der Peso Convertible (CUC) durch die digitale Moneda Libremente Convertible (MLC) ersetzt wurde, sank die Wirtschaft in fast allen Bereichen. Die Versorgung der Bevölkerung nimmt ab, die Inflation steigt, Stromausfälle nehmen stetig zu und kulminierten im Oktober 2024 in einem mehrtägigen landesweiten Stromausfall. Immer wieder aufflammende Antiregierungsproteste werden brutal unterdrückt. Zwar macht die Regierung hierfür, wie üblich, die US-‚Blockade‘ verantwortlich, jedoch wirft selbst Partner China Kubas Führung mangelnden Reformwillen vor.
In der konstituierenden Sitzung der neu gewählten Nationalversammlung wurde Díaz-Canel am 19. April 2023 für eine weitere fünfjährige Amtszeit gewählt. Als große Herausforderungen seiner zweiten Amtszeit werden die Inflation und die Versorgung der Insel mit Medikamenten, Nahrungsmitteln und Elektrizität genannt.
Am 11. Juli 2025, dem Jahrestag der Massenunruhen in Kuba 2021, wurden die US-Sanktionen gegen Kuba auf Díaz-Canel persönlich sowie den Verteidigungs- und Innenminister und deren unmittelbaren Angehörige ausgeweitet. Da die Sanktionen hauptsächlich aus Visa-Beschränkungen bestehen, könnte dies bedeuten, dass Díaz-Canel beispielsweise nicht mehr an UN-Vollversammlungen teilnehmen kann.

### Privatleben
Miguel Díaz-Canel ist in zweiter Ehe mit der Kulturwissenschaftlerin und Tourismusfunktionärin Lis Cuesta Peraza verheiratet. Aus erster Ehe mit der Zahnärztin Marta Villanueva hat er zwei erwachsene Kinder.